# ドワイト・ムーディー
ドワイト・ライマン・ムーディー（Dwight Lyman Moody,1837年2月5日 - 1899年12月22日）はアメリカの大衆伝道者、ムーディー聖書学院の創設者。日本語では、「D.L.ムーディー」「ムーディ」「ムーデー」とも表記されることがある。

## 概要
第三次大覚醒の代表的な伝道者、牧師である。

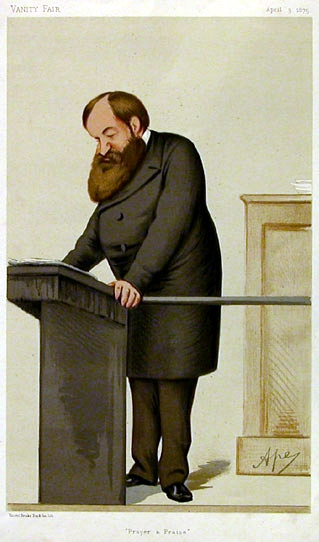
このカリカチュアに表れているようにムーディーはスーツを着て説教を行うのが特徴だった

ムーディーの最大の特徴は、神学教育はおろか、まともな学校教育も受けて来なかった点にある。（欧州由来の）伝統的なキリスト教社会では神学の知識は宗教的指導者にとって重要な要素であった。しかし、福音主義に基づくアメリカでは既に第二次大覚醒において、例えばチャールズ・フィニーが、教えの正しさは「実践の場で使えるかどうか（どれだけ人を救えるか）」と論じるなど、神学的な厳密性は重要視されなくなっていた。それでもフィニーはまだ元弁護士であり、基礎教育のほか、弁護士として弁説の訓練もしていたがムーディーにはそれも無かったという点が、それまでの福音主義の伝道者とは大きく異なっていた。
ムーディーは無学だったものの、回心を得てからは叔父の影響で敬虔な生活を送り、やがてシカゴにおいてビジネスで成功を収める。そこから、貧困層のためにスラム街に日曜学校を開き、市長との交渉や「日曜学校債」の発行といった手段で、これも成功に導き、慈善活動家として有名となった。1860年には、成功したすべての事業を手放して資金を用意するとそれを元手に伝道活動や慈善活動に専念するようになった。同年にはYMCAにも参画し（後に会長）、貧民救済や南北戦争の傷病兵や戦場への救援と言った活動を行った。やがて、資金が底をついてしまったが、ムーディの人となりと活躍を評価した町の有力者達やビジネスの成功者達から寄付や協力の申し出が集まり、ムーディーの活動は更に大きなものへとなっていった。
さらにムーディはスラム街に貧困階級のための教会を作ると、その初代牧師として振る舞った。この教会での説教において、神学的素養がまったくなく、特定の教派に所属していたわけでもないムーディーは、普通のサラリーマンが着るようなスーツで信者たちへ説教を行った（普通、牧師はガウンを着る）。語りの上手さに加えて、都会の労働者を考慮して説教の時間を決めるといった配慮によって、伝道者としてムーディーは信者たちの人気を集めた。
リチャード・ホフスタッターは「彼はアメリカ福音主義の新局面における並ぶ者なき指導者だったのみならず、アメリカ・プロテスタンティズムのもっとも重要な人物でもあった」と評する。今では世界的に見られる独立系教会のはしりとして、ムーディーは評価されている。

## 生涯

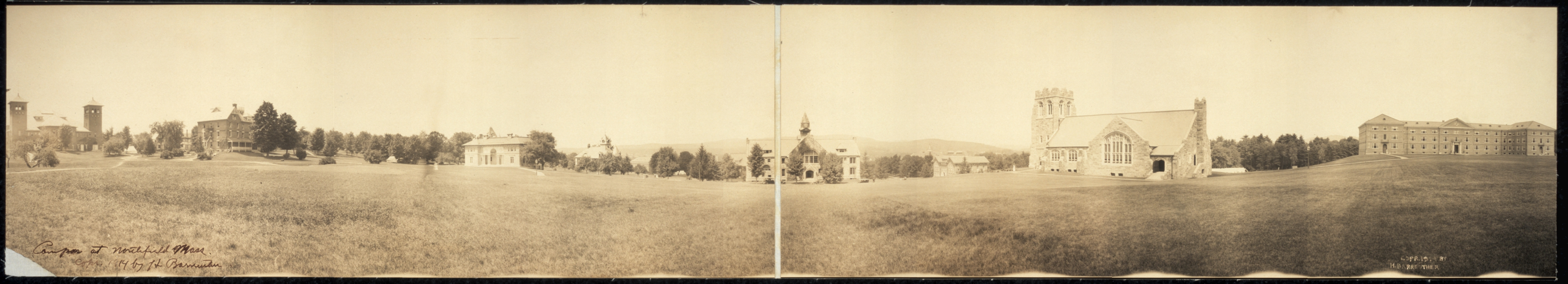
ノースフィールド女子神学校（Northfield Seminary for young ladies、現・:en:Northfield Mount Hermon School）。貧しい女性のための学校で、16人のネイティヴ・アメリカンを含む100人の生徒で1879年に開校。女子学院校長の三谷民子も1900年に留学している

- 1837年 アメリカマサチューセッツ州ノースフィールドに生まれる。
- 1841年 父親を亡くす。
- 1855年 靴屋のセールスマンとして働く中で回心を経験。
- 1856年 シカゴで伝道を始めた。
- 1860年 アメリカ南北戦争が始まるとYMCAのクリスチャン・コミッションに参加して。北軍と共に戦場を何度も訪れた。
- 1862年8月28日 エマ・C.レベルと結婚する。息子と娘を儲ける。
- 1871年 歌手アイラ・サンキーと出会う。これ以降サンキーとコンビを組んで各地で大伝道集会を開いた。
- 1872年 キャンベル・モルガンと共にイギリスを伝道旅行する。
- 1879年　ノースフィールド女子神学校を創立[2]

- 1886年 聖書学院を設立した。

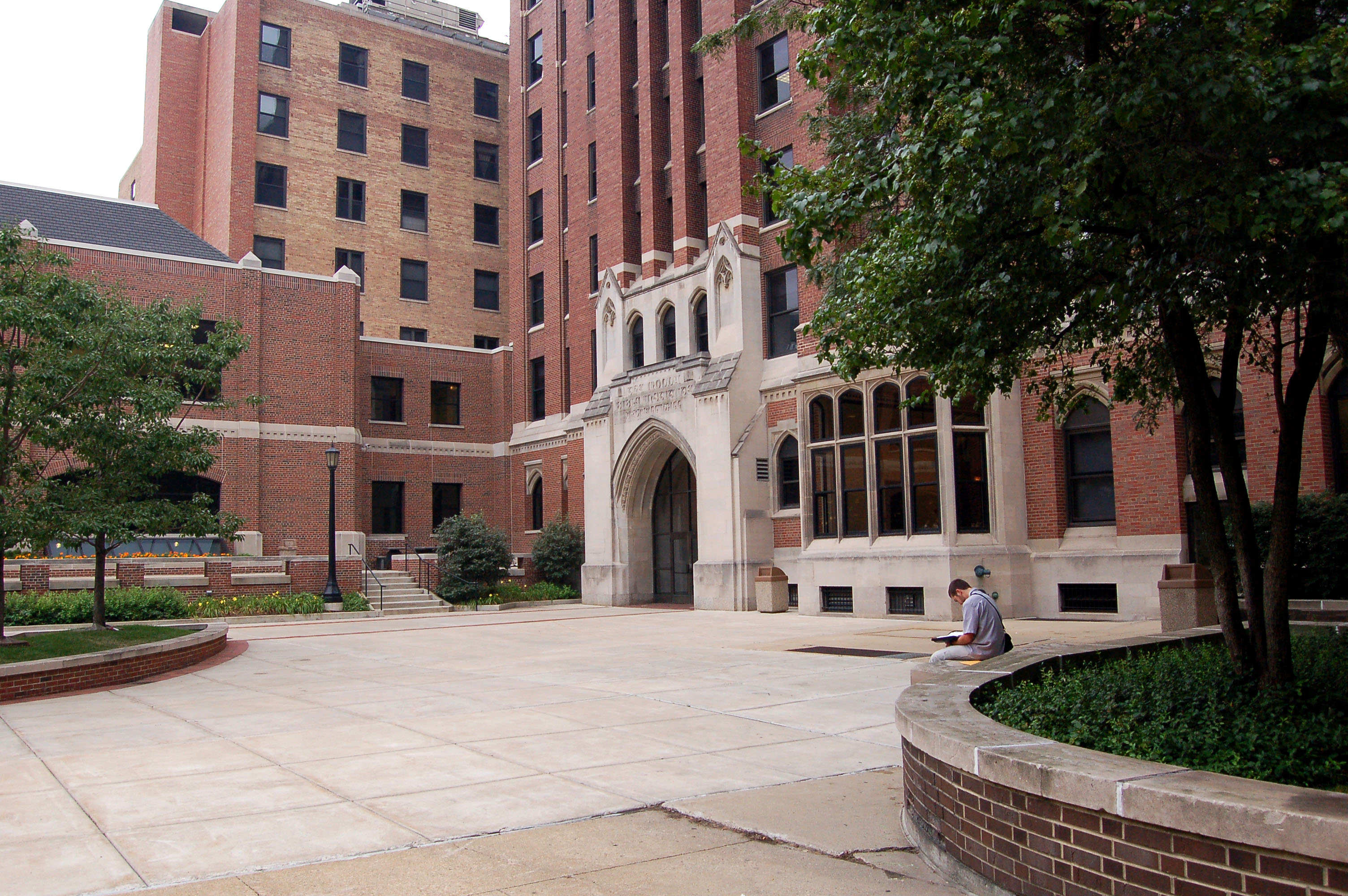
ムーディ聖書学院

- 1889年 聖書学院を正式に開校すると、ルーベン・トーレーが補佐することになった。
- 1899年 死去（62歳）

## 人物像
学歴は無く、信仰の道に入る前は基礎的なキリスト教の知識も無かったが、後には誰にでも理解できる説教をする名説教家だった。
- 典型的な福音主義者として聖書を重視したが、信仰の道に入ったばかりのムーディーは、ヨハネの福音書を開くように言われて旧約聖書の項を開いて探した。このようにムーディーは一般的なキリスト教徒が持つ教養も当初はなかった。
- 連合王国の最高学府で説教した時、彼の説教の英語文法の誤りにエリート大学生たちは、不満を鳴らしたが[3]、そこに集団回心、リバイバル（信仰復興）が起こったという。

## 著書
- 『神にできないことはありません』いのちのことば社、1992年 ISBN 4264013275

## 伝記
- 『ドワイト・エル・ムーデー伝』教文館、1916年
- 『欧米貧児出世美談』第19「ムーディー 伝道者」教文館、1902年
- 『リバイバル人物伝』立石靖夫　新生運動